# Seznam fotožurnalistů

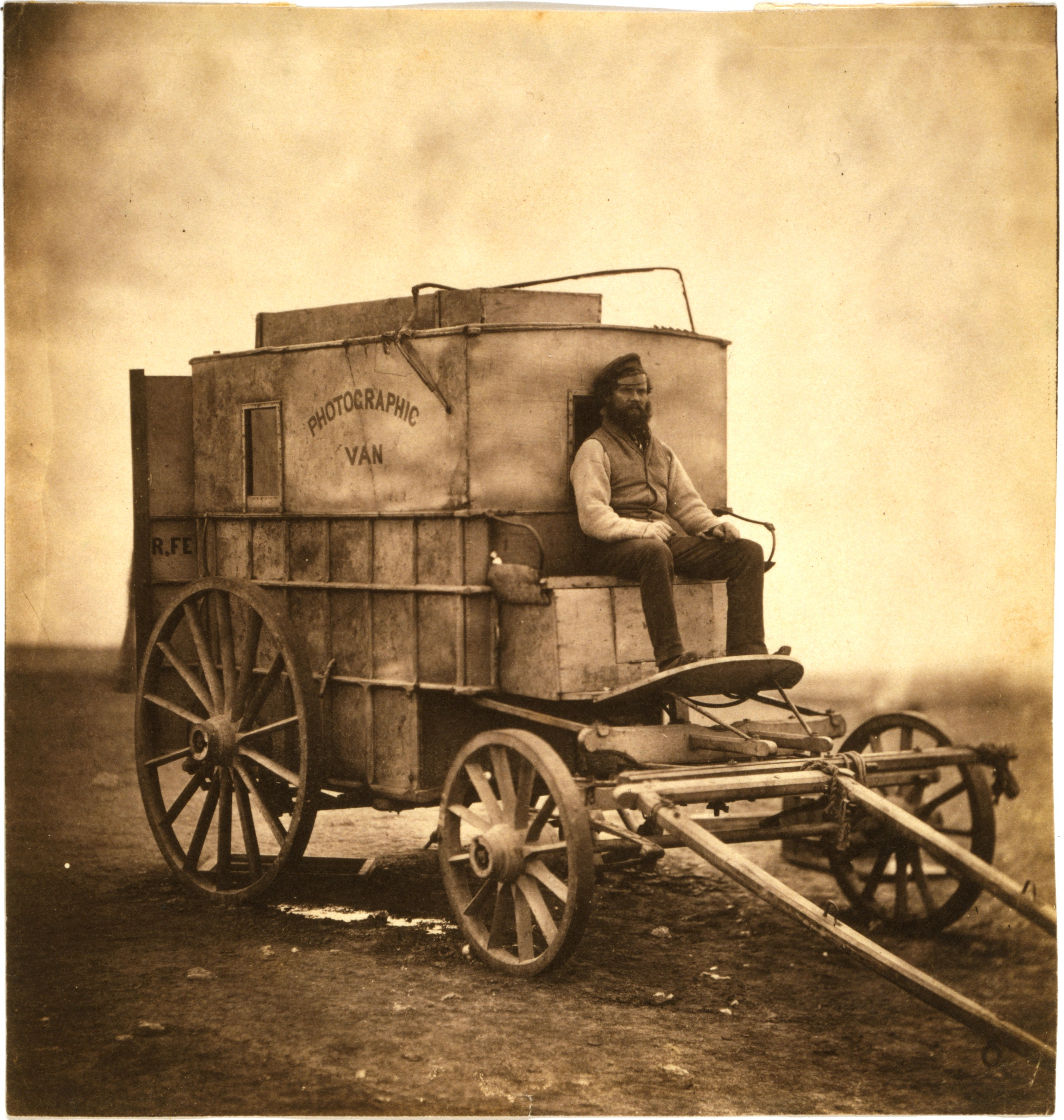
Fotografická dodávka Rogera Fentona v Krymské válce

Toto je abecední seznam významných fotožurnalistů.

## Čeští fotožurnalisté
- Otto Ballon Mierny
- Rudolf Bruner-Dvořák - zakladatel žurnalistické fotografie a průkopníkem fotografické reportáže v českých zemích.
- Ferdinand Bučina
- Miloš Budík
- Karel Cudlín
- Eva Davidová
- Jovan Dezort
- František Dostál (fotograf)
- Karel Drbohlav
- Erich Einhorn
- Emil Fafek
- Josef Fiedler
- Vladislav Galgonek
- Bedřich Grünzweig
- Lenka Hatašová
- Karel Otto Hrubý
- Miroslav Hucek
- Dagmar Hochová
- Robert Kellner
- Viktor Kolář
- Josef Koudelka
- František Krasl
- Antonín Kratochvíl (fotograf)
- Vilém Kropp
- Stanislav Krupař
- Jaroslav Kučera (fotograf)
- Jan Lukas
- Leoš Nebor
- Tomki Němec
- Dita Pepe
- Miloš Polášek
- Viktor Richter
- Jan Rybář (novinář)
- Hana Rysová
- Filip Singer
- Herbert Slavík
- Svatopluk Sova
- Miloslav Stibor
- Václav Šálek
- Ignác Šechtl -
- Josef Jindřich Šechtl -
- Jan Šibík - vítěz soutěže World Press Photo a Czech Press Photo
- Jindřich Štreit
- Bohumil Šťastný
- Stanislav Tereba
- Zdeněk Thoma
- Jiří Turek
- Jiří Všetečka

## Američtí fotožurnalisté
- Eddie Adams (fotograf)  - Držitel Pulitzerovy ceny.
- Russ Adams (fotograf)
- Lynsey Addario
- Tappan Adney
- Lucien Aigner
- Micah Albert
- M. J. Alexander
- Ike Altgens
- Stephen Alvarez
- Jeff Antebi
- Tom Arma
- Suzanne Arms
- Eve Arnold
- Kristen Ashburn
- Rodelio Astudillo
- Oliver F. Atkins
- Jane Evelyn Atwoodová
- George Azar
- David Bacon (fotograf)
- Lester Balog
- Timothy Lee Barnwell
- Charles Barthold
- Don Bartletti
- J. Ross Baughman
- Jessie Tarbox Bealsová
- Chip Berlet
- Andrew D. Bernstein
- Bill Biggart
- Jack Birns
- Alexander Black (fotograf)
- Matt Black (fotograf)
- Reid Blackburn
- A. Aubrey Bodine
- Thérèse Bonney
- Karen T. Borchers
- Margaret Bourke-White - obálky časopisu Life.
- Mathew Brady - daguerrotypista, Americká občanská válka.
- Jerilyn Lee Brandelius
- Jim Brandenburg
- Paula Bronstein
- Charlotte Brooksová
- Kate Brooks
- Helen Brush Jenkins
- Julien Bryan
- Esther Bubley
- Dan Budnik
- Hal Buell
- Shirley Burden
- David Burnett (fotograf)
- Susan Burnstine
- Renée C. Byer

- William Campbell (filmař)
- Cornell Capa
- Edward Caraballo
- Marion Carpenterová
- Dickey Chapelle
- Paul Chesley
- Mary Chind-Willie
- Bettina Cirone
- Carolyn Cole
- Charlie Cole (fotograf)

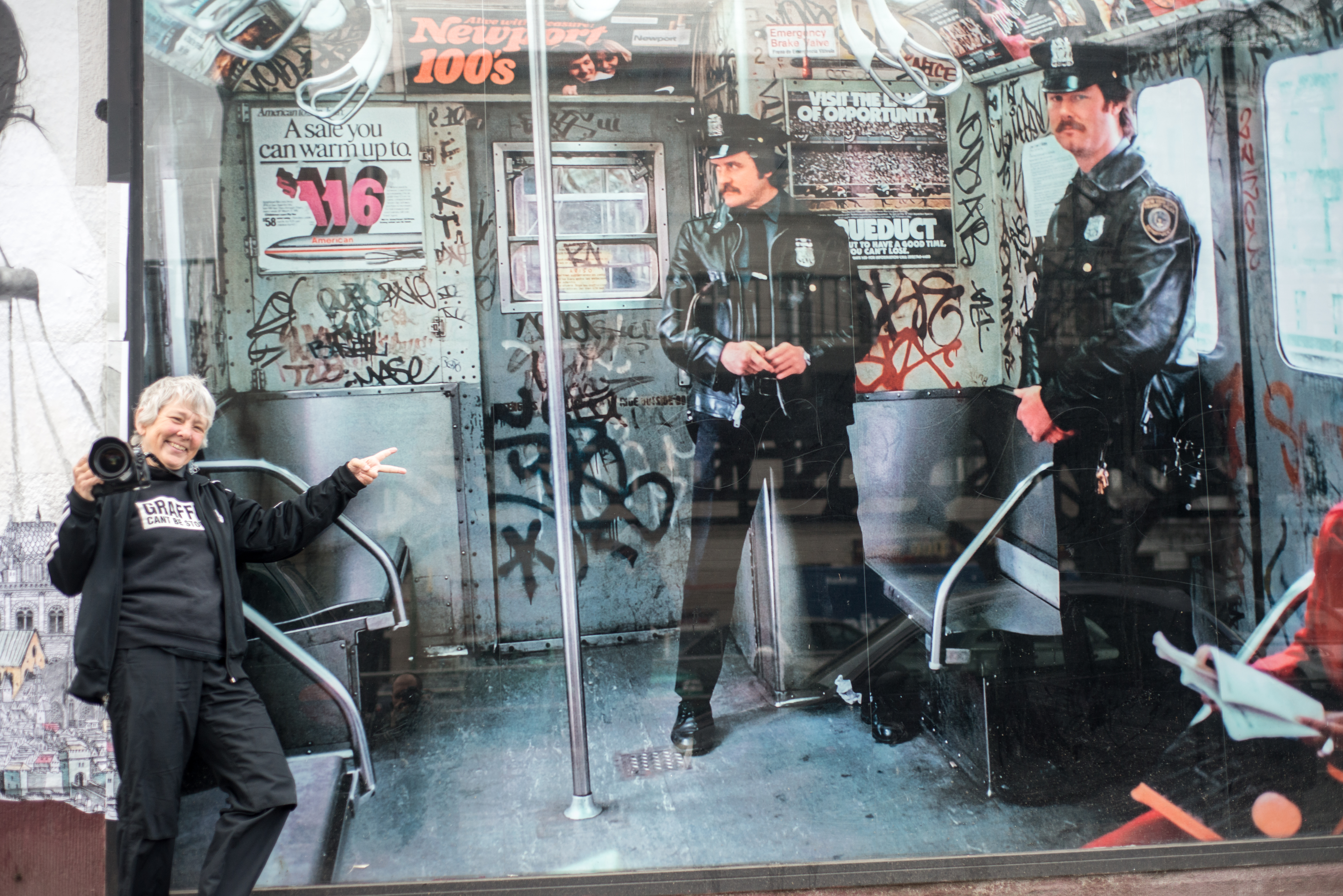
Americká fotožurnalistka Martha Cooperová na výstavě v Berlíně, březen 2014

- Daniel Colegrove - fotožurnalista, pionýr svatební fotografie
- Marjory Collins
- Jerry Cooke (fotograf)
- Martha Cooperová
- Deborah Copaken
- Chris Corradino
- Joseph Costa (fotograf)
- Kevin P. Coughlin
- Ira Wilmer Counts Jr.
- Jim Cummins (fotograf)

- Ramona d'Viola
- Ed Darack
- Barbara Davidson
- Gerald Davis (fotograf)
- Myron Davis
- Albert K. Dawson
- Penny De Los Santos
- Lou Dematteis

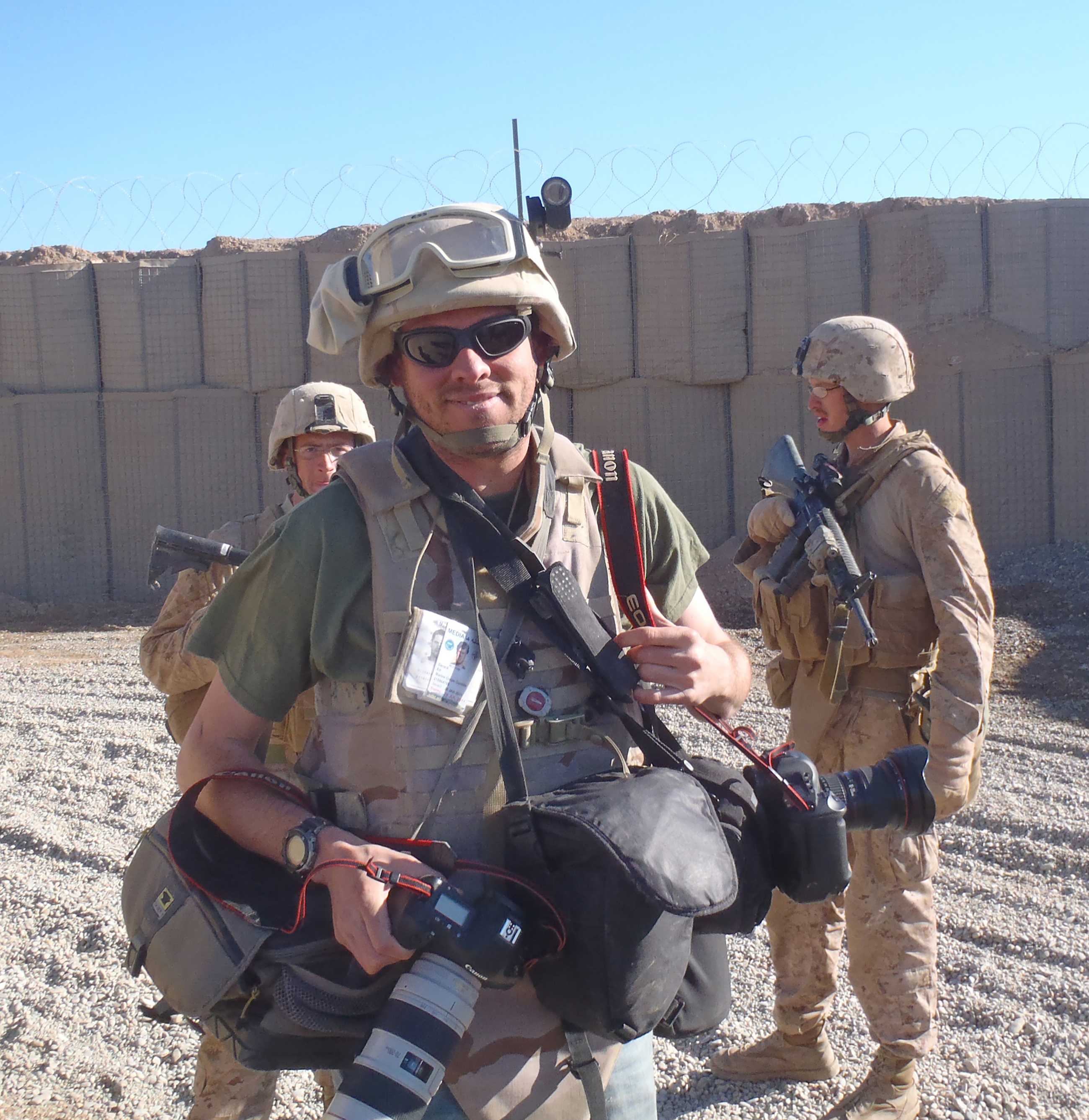
Americký fotožurnalista Ed Darack se chystá na akci s členy U.S. Marines, Marjah, Afghánistán

- Max Desfor (snímek Útěk uprchlíků přes rozbitý most v Koreji)
- Sima Diab
- Alan Diaz
- Sheldon Dick
- Jessica Dimmock
- John Dominis
- Richard Drew (fotograf)
- Michel du Cille
- David Douglas Duncan
- Jack Dykinga
- Barry Edmonds
- Ronald A. Edmonds
- Clifton C. Edom - zakladatel Pictures of the Year International, Missouri Photo Workshop a Kappa Alpha Mu
- Alfred Eisenstaedt
- Sandra Eisert
- Cynthia Elbaum
- John Engstead
- Bill Eppridge
- Mitch Epstein
- Elliott Erwitt
- Jason Eskenazi
- Frank Espada
- Michael Evans (fotograf)
- Walker Evans
- J. R. Eyerman

- Warren Faidley
- Gaetano Faillace
- Sharon Farmer
- Patrick Farrell (fotograf)
- Najlah Feanny
- Donna Ferrato
- John Filo
- Nat Finkelstein
- Deanne Fitzmaurice
- Sean Flynn (fotograf)
- Bill Foley
- James Foley (novinář)
- Susan Ford
- Harrison Forman
- Stanley Forman
- Michael Forster Rothbart
- Mary Lou Foy
- Thomas E. Franklin
- Leonard Freed
- Conrad Friberg
- Lawrence Fried
- Jun Fujita
- Paul Fusco (fotograf)

- William M. Gallagher
- Preston Gannaway
- Bette Garber
- Clay Geerdes
- Bill Genaust
- Paola Gianturco
- John L. Gihon
- Ashley Gilbertson
- Robert E. Gilka
- Barbara Gluck
- Bob Gomel
- Cork Graham
- Tom Gralish
- Allan Grant
- Clint Grant
- Jennifer Graylock
- Stanley Greene
- Lauren Greenfield
- Lori Grinker
- Bill Groethe
- Stan Grossfeld
- Ruth Gruber
- Chris Gulker
- Carol Guzy
- Ernst Haas
- Tara Haelle
- Otto Hagel
- Robert Halmi
- Dirck Halstead
- Jane Hamilton-Merritt
- Charles Harbutt
- Jimmy Hare
- Erich Hartmann (fotograf)
- Hillary Hauser
- Ron Haviv
- Todd Heisler
- Paul Henderson (fotograf)
- Bob Henriques
- Diana Mara Henry
- Abigail Heyman
- Tyler Hicks
- Wilson Hicks
- John Hoagland
- Benjamin Hoff
- Martha Holmes (fotograf)
- Stan Honda
- Chris Hondros
- Tom Howard (fotograf)
- Gary L. Howe
- Bill Hudson (fotograf)
- Aaron Huey
- Walter Iooss
- Ted Jackson
- Charles Fenno Jacobs
- Jeff Jacobson (fotograf)
- Kenneth Jarecke
- Frances Benjamin Johnston
- Dewitt Jones
- Theodor Jung
- Ed Kashi
- Thomas J. Kelly III
- David Hume Kennerly
- André Kertész
- Nikki Kahn
- Brenda Ann Kenneally
- Mell Kilpatrick
- Dallas Kinney
- Helen Johnsová Kirtlandová
- Russell Klika
- Heinz Kluetmeier
- Matthew Knisely
- Ed Kolenovsky
- Kim Komenich
- Harry Koundakjian
- Kay Lahusen
- Thomas Laird
- Wendy Sue Lamm
- Elliott Landy
- Bettye Lane
- Dorothea Langeová
- Erika Langley
- Erika Larsen
- Bud Lee (fotograf)
- Russell Lee (fotograf)

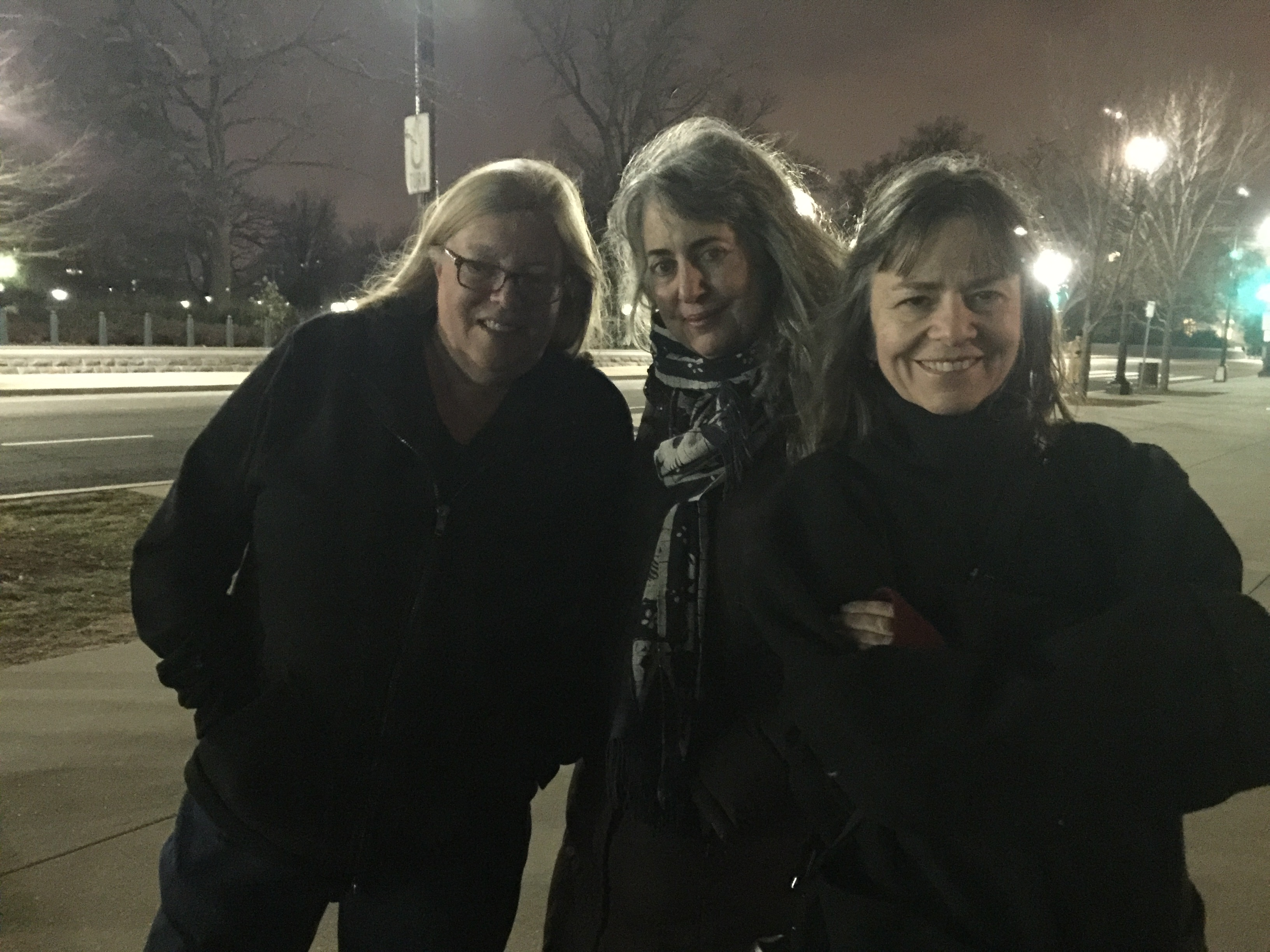
American photojournalist Donna Ferrato (right) and friends documenting Whole Woman's Health v. Hellerstedt

- Nina Leenová (1914–1995), rusko-americká fotografka, přispěvatelka do magazínu Life
- David Leeson
- Neil Leifer
- Arthur Leipzig
- Catherine Leroy
- Ken Light (fotograf)
- Lee Lockwood
- Rick Loomis (fotograf)
- Daniel Lorenzetti
- Benjamin Lowy
- Ken Lubas
- Gerd Ludwig
- Danny Lyon
- Brad Mangin
- Tom Marcello
- Mary Ellen Mark
- Diana Markosian
- Jim Marshall (fotograf)
- Ben Martin (fotograf)
- Spider Martin
- Harry Mattison
- Shane T. McCoy
- Steve McCurry
- Patrick McMullan
- Joe McNally
- Susan Meiselas
- Peter Menzel
- Justin Merriman
- Cheryl Diaz Meyer
- Hansel Miethová
- Lee Miller
- Zoriah Miller
- Raúl De Molina
- Charles Moore (fotograf)
- José Moré
- Bert Morgan (fotograf)
- Christopher Morris (fotograf)
- John G. Morris
- Ralph Morse
- Carl Mydans
- James Nachtwey
- Matthew Naythons
- Roy Neel
- Daniel Nicoletta
- Joe O'Donnell (fotograf)
- Ruth Orkin
- Bill Owens (fotograf)
- Gordon Parks
- Marvin Breckinridge Patterson
- Lucian Perkins
- Hy Peskin
- Arthur Clarence Pillsbury
- Spencer Platt (fotograf)
- Alan Pogue
- David Pokress
- Jason Pramas
- Larry C. Price
- John Prior
- John Ranard
- Herbert Randall
- I. C. Rapoport
- Steve Raymer
- Eli Reed
- Rita Reed
- Ryan Spencer Reed
- Andrea Star Reese
- Lara Jo Regan
- Ed Rice
- John Rich (korespondent)
- Eugene Richards
- Robert Riger
- Jacob Riis
- Manuel Rivera-Ortiz
- Ruth Robertson
- Al Rockoff
- Joseph Rodriguez (fotograf)
- Samuel Rosenberg
- Ann Rosener
- Louise Rosskam
- Arthur Rothstein
- Joseph Ruttenberg
- Gertrude Samuels
- Dustin Satloff
- Richard Saunders (fotograf)
- Herb Scharfman
- Steve Schapiro
- Michael Schennum
- David Scherman
- Justine Schiavo-Hunt
- Jana Schneider
- Leo Seltzer (filmmaker)
- Robert A. Sengstacke
- David Seymour (fotograf)
- Stephen Shames
- Dixie Sheridan
- Stephanie Sinclair
- Brian Skerry
- Moneta Sleet Jr.
- Daniel Wakefield Smith
- Harper B. Smith
- Polly Smith
- W. Eugene Smith
- Craig Snyder (spisovatel)
- William Snyder (fotograf)
- Howard Sochurek
- Luke Somers
- Pete Souza
- E. Lee Spence
- Melissa Springer - téma AIDS
- Peter Stackpole
- John Stanmeyer
- Sally Stapleton
- Lisl Steinerová
- D Stevens
- Dana Stone
- Scott Strazzante
- George Strock
- Roy Stryker
- Eric Minh Swenson
- Paul Taggart
- Nicholas Teliatnikow
- Bill Thomas (spisovatel)
- Amy Toensing
- Stanley Tretick
- Erin Triebová
- Scout Tufankjian
- David C. Turnley
- Peter Turnley
- Don Ultang
- Burk Uzzle
- John Vachon
- Robert Van Lierop
- Paul Vathis
- Priit Vesilind
- Santi Visalli
- Ami Vitale
- Evan Vucci
- Craig F. Walker
- Diana Walker
- Brian Walski
- Weegee
- Dan Weiner
- David H. Wells
- John H. White (fotograf)
- Jeff Widener
- Leigh Wiener
- Clarence Williams (fotograf)
- Michael Williamson (fotograf)
- William George Wilson
- Damon Winter
- Ernest Withers
- Sharon Wohlmuth
- Werner Wolff (fotograf)
- Alison Wright (fotograf)
- Bill Wynne
- Taro Yamasaki
- Walt Zeboski
- Jerome Zerbe

## Australští fotožurnalisté
- David Adams (* 1963), fotožurnalista a documentary film maker
- Narelle Autio (* 1969), fotograf
- Patrick Brown (* 1969), fotograf
- Daniel Berehulak (* 1975), fotograf, fotožurnalista
- Ernest Gustav Brandon-Cremer (1895–1957)
- Jeff Carter (1928–2010), fotograf, spisovatel
- Suzanna Clarke, fotograf, spisovatel, novinář
- Chantal Dunbar, spisovatel, fotožurnalista
- Neil Davis (1934–1985), fotožurnalista, cameraman, on combat
- John Englart (* 1955), fotožurnalista, novinář
- John Everingham (* 1949), novinář
- Jim Fenwick (* 1934), fotograf, fotožurnalista
- Ashley Gilbertson (* 1978), fotograf, on  war
- John Raymond Garrett (* 1940), novinář, on fashion
- Kate Geraghty (* 1972), fotograf, fotožurnalista
- Frank Hurley (1885–1962), fotograf, on expeditions
- Lyn Hancock, fotograf, spisovatel, fotožurnalista, on wildlife
- Sam Hood (1872–1953), fotograf, fotožurnalista
- Damien Parer (1912–1944), fotograf, on  war
- Trent Parke (* 1971), fotograf
- Willie Phua (* 1928)
- Francis Reiss (* 1927), fotograf
- Steven Siewert, fotograf, fotožurnalista
- Tracey Shelton, novinář
- Inger Vandyke, fotožurnalista, on wildlife

## Kanadští fotožurnalisté
- Louise Abbott

- M.J. Alexander
- Jay Bahadur
- Doug Ball
- Ken Bell
- Duncan Cameron (fotograf)
- Jock Carroll

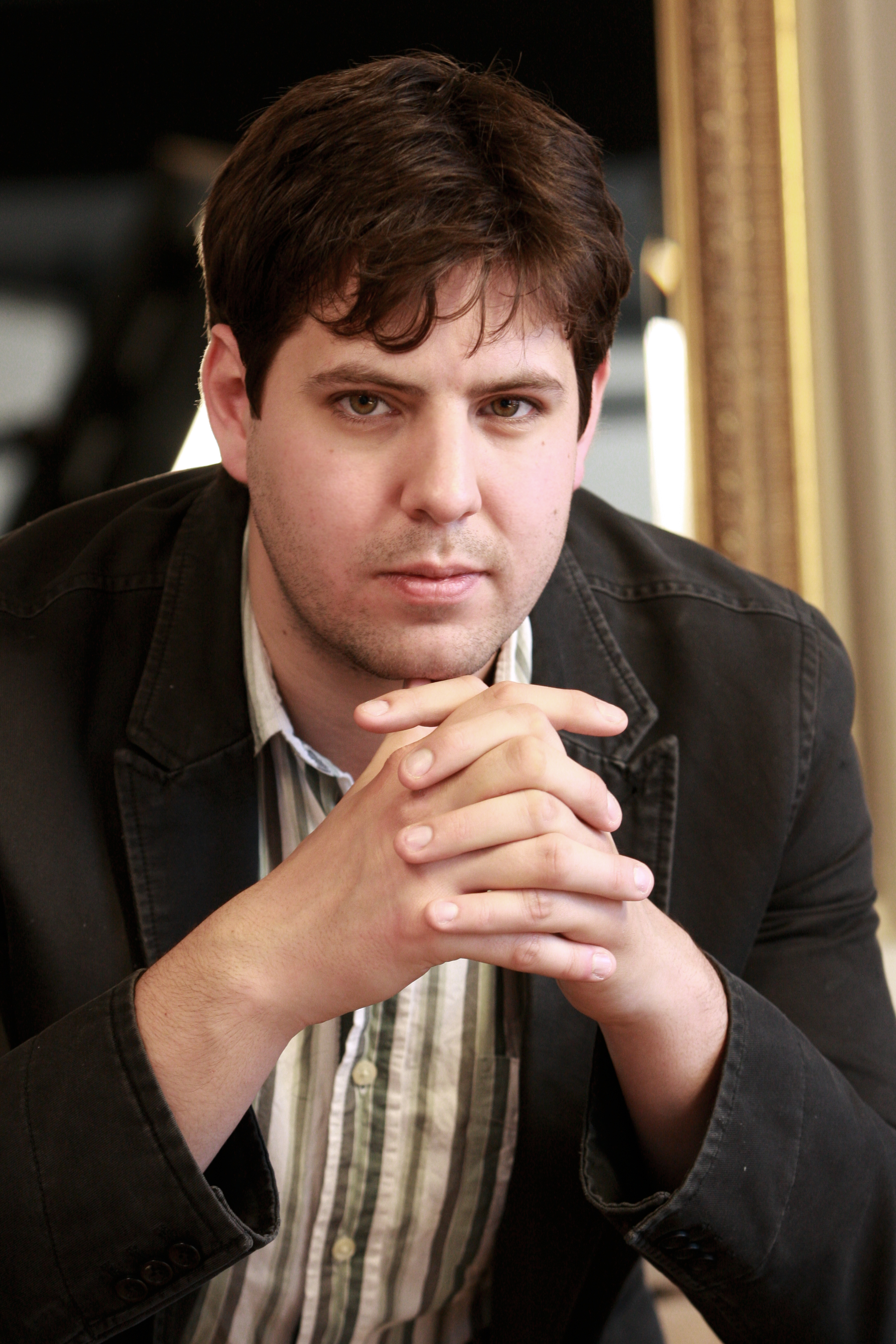
Kanadský fotožurnalista Jay Bahadur

- Paul Couvrette - Kanadský fotograf roku

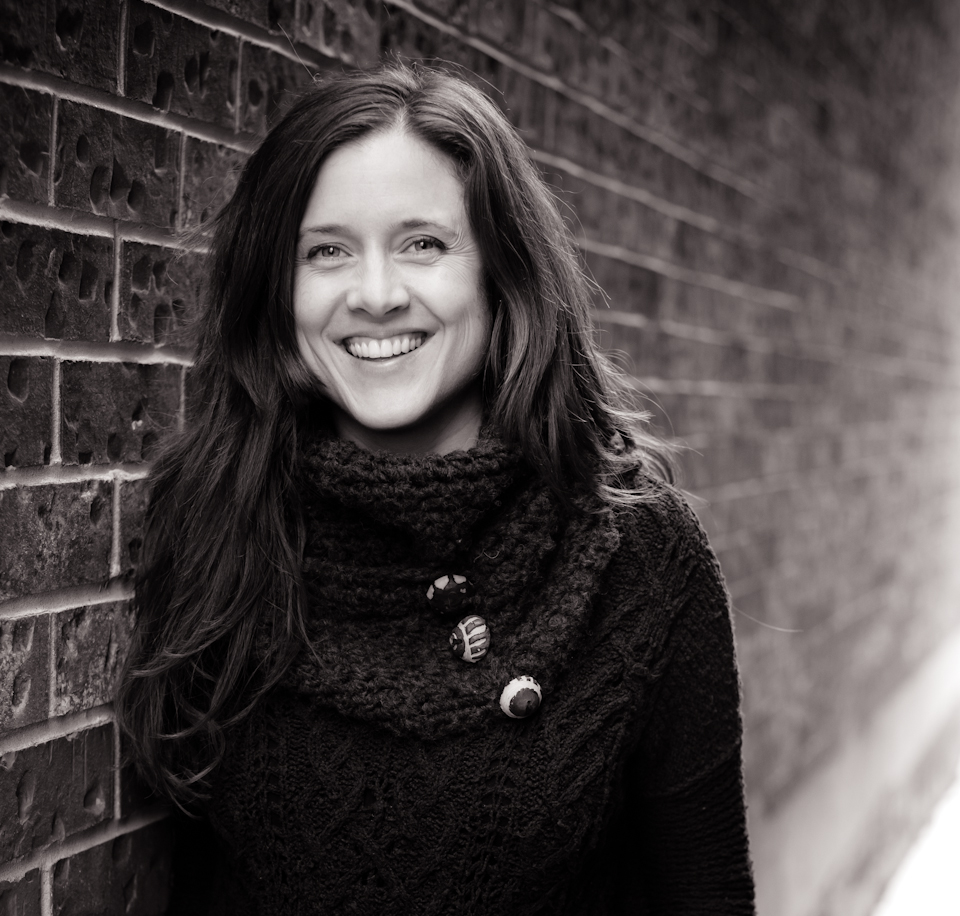
Kanadská fotožurnalistka a spisovatelka Sheila McKinnon

- William DeKay[1]
- Robert Del Tredici
- Lawrence Earl
- Kevin Frayer
- Dina Goldstein
- Lyn Hancock[2]
- Tom Hanson (fotograf)
- Dan Hudson
- Zahra Kazemi
- Frank Lennon
- Rod MacIvor
- Peter Martin (fotograf)
- Peter H. Martyn (novinář)
- Jo-Anne McArthur
- Sheila McKinnon

- Dilip Mehta
- Charles Montgomery (spisovatel)
- Finbarr O'Reilly
- Ed Ou[3]
- Lyle Owerko
- Louie Palu
- Bob Peterson (fotograf)
- Conrad Poirier
- Jonathan Savoie
- Lana Šlezić
- Boris Spremo[4]
- Jack Turner (fotograf)
- Paul Watson (novinář)

## Ostatní
- Timothy Allen - Britský fotožurnalista.
- Mohamed Amin - Keňský fotožurnalista.

- Pablo Bartholomew - Indický fotožurnalista držitel 1. ceny World Press Photo ve svých 19 letech, o 10 let později vyhrál World Press Photo of the Year, roku 1984 za reportáž z Bhópálské katastrofy.
- Felice Beato - Průkopník fotožurnalistiky, fotografoval Krymskou válku, Druhou opiovou válku a další konflikty v Asii a Africe.
- Werner Bischof - člen agentury Magnum Photos.
- Marcus Bleasdale - Fotograf UNICEF za rok 2004
- Dan Budnik -

- Henri Cartier-Bresson
- Pogus Caesar - Britský fotožurnalista a zakladatel OOM Gallery.
- Robert Capa - Life, jeden ze zakladatelů agentury "Magnum".

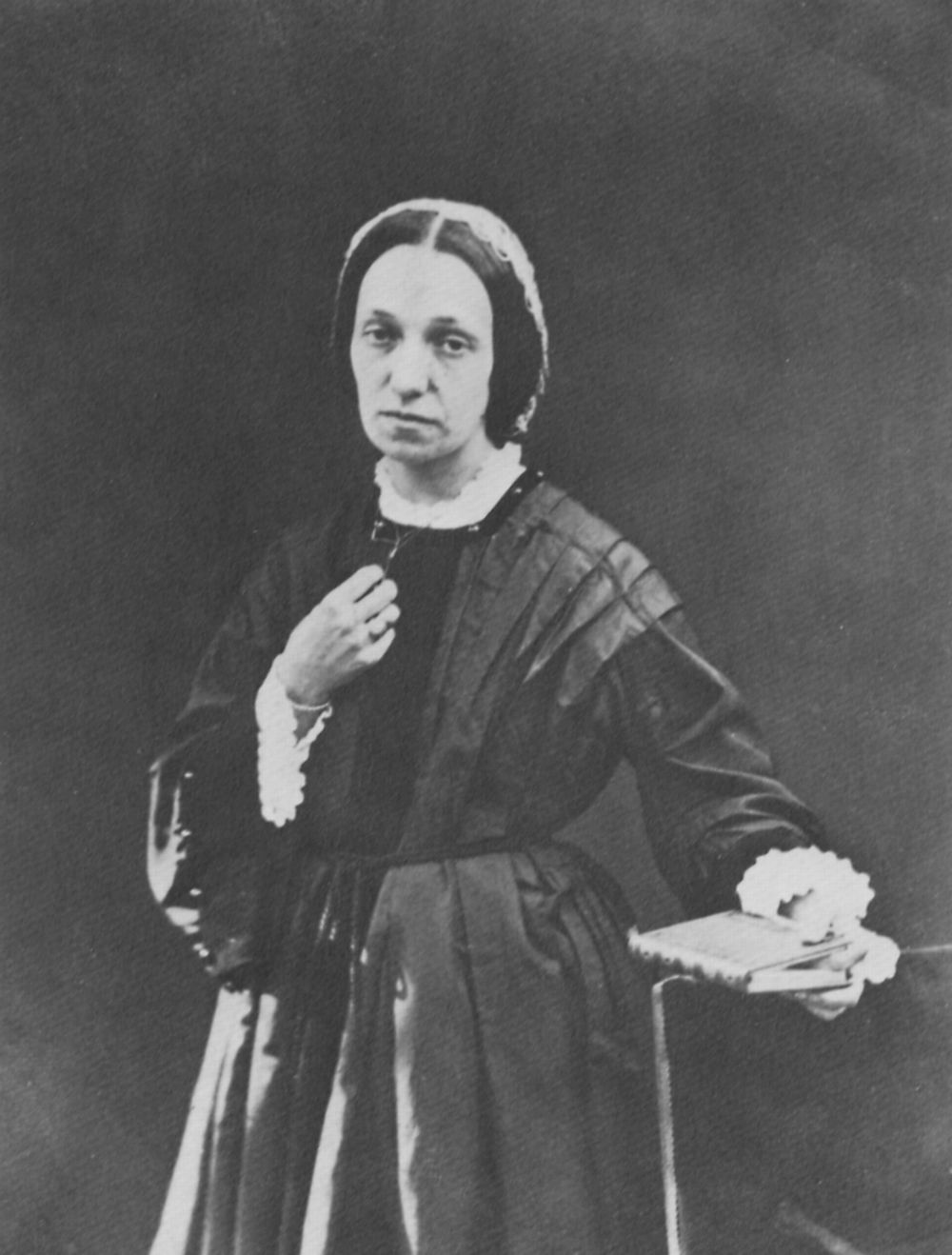
Autoportrét Julie Margaret Cameronové

- Julia Margaret Cameron - britská fotografka známá svými portrétními snímky celebrit ve stylu doby krále Artuše.
- Kevin Carter - Držitel Pulitzerovy ceny, fotožurnalista z jižní Afriky
- Joseph Costa - zakladatel a první prezident asociace National Press Photographers Association
- Manoocher Deghati - Íránský fotožurnalista
- Sergio Dorantes - Mexický fotožurnalista
- Walker Evans
- Arthur Fellig alias Weegee
- Nachum T. Gidal
- Roger Fenton - (1819 - 1869) byl pionýrem britské fotografie, jeden z prvních válečných fotožurnalistů Krymské války.
- Olivia Heusslerová
- Walter Iooss
- Deborah Copaken Kogan
- André Kertész - Pracoval pro legendární časopis Vu.
- Russell Klika - Válečný fotožurnalista a fotoinstruktor
- Vincent Laforet - Vítěz Pulitzerovy ceny.
- Robert Lebeck
- Neil Leifer
- Stefan Lorant
- Axel Malmström (1872 – 1945) - švédský fotograf
- Victor Malmström (1897 - 1962) - švédský fotograf
- Don McCullin - anglický fotožurnalista.
- Joseph McKeown - anglický fotožurnalista, vyhrál mezinárodní cenu "News picture of the year", fotografoval aféru BSE.
- Mary Ellen Mark
- Spider Martin
- Enrico Martino - italský fotožurnalista.
- Susan Meiselas -  člen Magnum Photos
- Hansel Miethová - zakládající členka časopisu Life Magazine, dokumentovala život přistěhovalců během Velké deprese.
- Lee Miller - americký fotograf
- James Nachtwey - zakladatel agentury Magnum Photos a VII Photo Agency
- Kenji Nagai - japonský novinář, který byl zabit Barmskými vojáky při natáčení protestu.
- Ruth Orkin
- Tim Page - anglický fotožurnalista, který fotografoval Vietnamskou válku.
- Lucian Perkins - vítěz Pulitzerovy ceny (2000)
- Dith Pran - vítěz Pulitzerovy ceny.
- Altaf Qadri - fotožurnalista z Kašmíru
- Reza - íránský fotožurnalista - vítěz Missouri Journalism Honor 2006
- Jim Richardson - Americký fotožurnalista
- Jacob August Riis
- James Robertson - pionýr fotožurnalistiky, fotografoval Krymskou válku
- Henry Peach Robinson
- Sebastiao Salgado
- W. Eugene Smith - pionýr fotožurnalista pro Life Magazine a Magnum.
- Julia Tutwiler - Série z vězení - Women On Death Row
- Nick Ut - Vietnamský fotožurnalista.
- Roman Vishniac
- Ami Vitale
- Zoriah - válečný fotograf